# پایگاه نیروی هوایی بارکسدال
پایگاه نیروی هوایی بارکسدال (به انگلیسی: Barksdale Air Force Base) یک فرودگاه است. این فرودگاه در کشور ایالات متحده آمریکا قرار دارد. این پایگاه محل استقرار قرارگاه فرماندهی حملات جهانی نیروی هوایی است.